# Odiel
Odiel je řeka v provincii Huelva na jihozápadě Španělska, dlouhá 150 km. Pramení v pohoří Sierra de Aracena v nadmořské výšce 660 m a vlévá se do Cádizského zálivu společným estuárem s řekou Tinto u měst Huelva, Palos de la Frontera a Moguer. Bažiny při ústí řeky do moře jsou biosférickou rezervací, kde žijí plameňáci, kolpíci a chameleoni.
Významnými přítoky jsou Escalada, Meca, Olivargas, Oraque a Santa Eulalia. Povodí Odielu má rozlohu 990 km². Podnebí je zde středomořské, nejvyšší stav vody je od prosince od března, kdežto v létě řeka téměř vysychá. Kvalita vody je výrazně poznamenána těžbou manganu, pyritu a stříbra.
Podle archeologických nálezů navštěvovali ústí řeky Řekové a Féničané. V antice byl Odiel známý pod názvem Luxia. U ústí se nachází také klášter La Rábida, kde trávil čas před svým vyplutím Kryštof Kolumbus.